# Pajala
Pajala – miejscowość (tätort) w Szwecji, w regionie administracyjnym (län) Norrbotten, siedziba gminy Pajala. Położona jest na prawym brzegu rzeki Torne, 8 km na zachód od miejsca, gdzie uchodzi do niej Muonio, w pobliżu granicy z Finlandią.
Według danych Szwedzkiego Urzędu Statystycznego liczba ludności wyniosła: 2032 (31 grudnia 2015), 2064 (31 grudnia 2018) i 2047 (31 grudnia 2019).

## Związane osoby
- Pajala jest miejscem urodzin pisarza Mikaela Niemiego. Po sukcesie jego książki pt. Muzyka pop z Vittuli czytelnicy przybywają do niej, aby zwiedzić tereny w niej opisane[potrzebny przypis]
- Lars Levi Læstadius (1800 – 1861) – botanik, pastor, założyciel ruchu odrodzeniowego, nazwanego laestadianizmem[3], mieszkał i zmarł w Pajali